# Liepāja villamosvonal-hálózata
Liepāja villamosvonal-hálózata (lettül: Tramvaju satiksme Liepājā Lettország Liepāja városában található villamosüzem. Összesen egy vonalból áll, a hálózat teljes hossza 7,9 km. Üzemeltetője a SIA „Liepājas tramvajs“ .
A vágányok 1000 mm-es nyomtávolságúak, az áramellátás felsővezetékről történik, a feszültség 600 V egyenáram. 
A forgalom 1899. szeptember 26-án indult el.